# Ле-Фаже
Ле-Фаже́ (фр. и окс. Le Faget) — коммуна во Франции, находится в регионе Юг — Пиренеи. Департамент — Верхняя Гаронна. Входит в состав кантона Караман. Округ коммуны — Тулуза.
Код INSEE коммуны — 31179.

## География

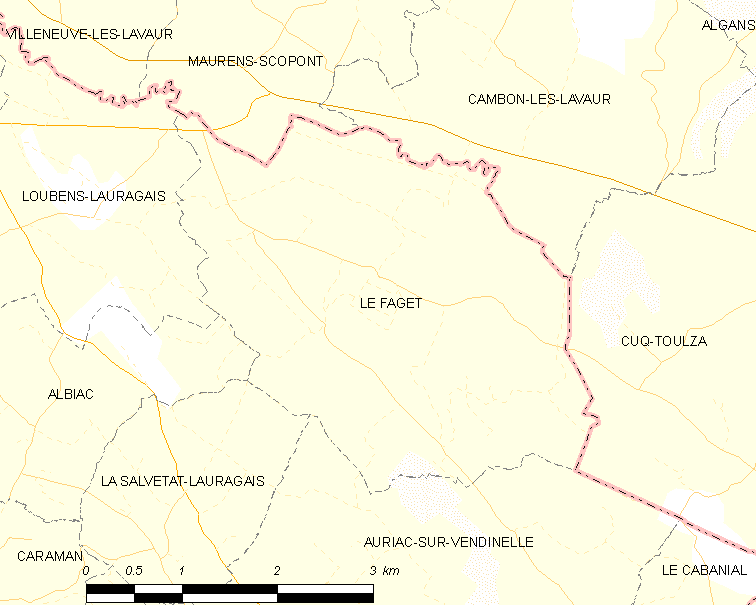
Карта коммуны

Коммуна расположена приблизительно в 590 км к югу от Парижа, в 31 км к востоку от Тулузы.
На севере коммуны протекает река Жиру.

## Климат
Климат умеренно-океанический. Зима мягкая и снежная, весна характеризуется сильными дождями и грозами, лето сухое и жаркое, осень солнечная. Преобладают сильные юго-восточные и северо-западные ветры.

## Население
Население коммуны на 2010 год составляло 366 человек.
| 1962 | 1968 | 1975 | 1982 | 1990 | 1999 | 2010 |
| ---- | ---- | ---- | ---- | ---- | ---- | ---- |
| 299  | 270  | 280  | 329  | 363  | 280  | 366  |

## Экономика
В 2010 году среди 230 человек трудоспособного возраста (15—64 лет) 186 были экономически активными, 44 — неактивными (показатель активности — 80,9 %, в 1999 году было 76,9 %). Из 186 активных жителей работали 173 человека (90 мужчин и 83 женщины), безработных было 13 (7 мужчин и 6 женщин). Среди 44 неактивных 18 человек были учениками или студентами, 7 — пенсионерами, 19 были неактивными по другим причинам.

## Достопримечательности
- Церковь Св. Стефана